# 世取山宏秋
世取山 宏秋（よとりやま ひろあき，Yotoriyama Hiroaki，1969年10月1日—），出生于日本埼玉县，电子游戏设计师，现在担任魂之系列的监制。
活用學生時期體操經驗，積極參與鐵拳和魂之系列，並率先大舉導入動作擷取。

## 参与作品
- 超能运动会：监制
- 铁拳2（AC）：动作设计
- （AC）：动作设计
- 铁拳3（AC）：监制
- 劍魂：监制
- 劍魂 II：制作
- 劍魂 III：制作